# Alice Adams (artiste)
Pour les articles homonymes, voir Alice Adams et Adams.
Alice Adams (née le 16 novembre 1930) est une artiste plasticienne américaine qui a travaillé dans divers domaines tout au long de sa vie. Ses premières réalisations sont des tapisseries et des formes tissées qui sont reconnues dans le mouvement artistique américain sur la fibre.  
Dans les années 1970, elle travaille la sculpture architecturale et le land art qu'elle crée in situ. Ensuite elle s'implique dans des projets d'art public réalisés dans les réseaux de transport en commun, les aéroports, les campus universitaires et d'autres sites urbains à travers les États-Unis depuis 1986. Le fil conducteur, tout au long de sa carrière, est sa réflexion sur le lien entre l'objet d'art et l'architecture et l'environnement.  

## Biographie
Adams grandit à Jamaica, à New York. Elle étudie la peinture à l'Université Columbia avec Peppino Mangravite, John Heliker et Meyer Schapiro et obtient un baccalauréat en peinture en 1953. 
Avec l'aide d'une bourse de l'État français et le soutien de l'Université, elle se rend alors à Aubusson en France, pour étudier le tissage et le dessin de tapisserie à l'École nationale d'art décoratif. À l'exception de deux années passées en France, Alice Adams a vécu à New York, en voyageant pour collaborer à des projets d'art public aux États-Unis et à l'étranger. Il y a eu plusieurs étapes dans sa carrière éclectique. 

## Carrière

### Tapisserie et formes tissées
Après avoir terminé ses études à Aubusson, Adams retourne à New York en 1956. Elle rapporte d'Aubusson un métier à tapisserie qu'elle installe dans un atelier à New York et commence à produire des tissages qui ont du succès dans les expositions et à la vente.
Elle continue à la fois à peindre et à tisser, composant des paysages modernistes et des dessins abstraits qui relient les deux médias. Le tissage est alors une discipline largement féminine, contrairement à la peinture où peu de femmes se distinguent. Elle continue à peindre et à tisser, composant des paysages modernistes et des dessins abstraits. On la qualifie parfois de « peintre tisserande » car elle travaille les deux techniques simultanément. Elle peint ses propres cartons qu'elle insèrent dans le métier à tisser pou guider son travail. Elle considère sa tapisserie comme de la « peinture en fibres » et ne souhaite pas entrer dans la polémique du moment qui consiste à savoir si la tapisserie est un art ou un artisanat. Plus tard, dans les années 1960, ces frontières arbitraires entre les disciplines s'effaceront.
Elle s'intéresse progressivement à l'intégration de la tapisserie dans l'architecture d'un bâtiment. Elle pense qu'architectes et artistes devraient collaborer pour concevoir des compositions tissées comme parties d'un environnement global, comme finalement cela se passait autrefois quand les tapisseries servaient à l'isolation thermique dans les châteaux.
Dans la technique d'Aubusson, on travaille traditionnellement sur l'envers de la tapisserie. En voyant pendre ses fils colorés qui seront ensuite cachés, elle commence à penser à d'autres techniques : « J'ai commencé à laisser apparaître la chaîne dans mes tapisseries et je me suis risquée dans le tissage en formes ». Elle reconsidère la fonction de la chaîne de la chaîne. « Si elle commence comme une feuille de fils tendue sur le métier à tisser, elle n'a pas besoin de conserver ce caractère dans le travail fini. Probablement pour les besoins de l'artiste, toutes les distinctions rigides entre chaîne et trame disparaîtront ».
Elle ajoute de nouveaux matériaux comme la corde ou le sisal qui donnent de la texture et de la rigidité. Avec elle et d'autres novateurs, comme Lenore Tawney, Claire Zeisler et Sheila Hicks, le tissage quitte le métier à tisser pour le domaine de la forme en trois dimensions. Son travail fait partie de l'influente exposition Woven forms (Formes tissées) au Musée d'artisanat contemporain de New York en 1963.
Dans les années 1970, l'art textile sera davantage pris au sérieux par les artistes liés au mouvement des femmes pour qui un engagement dans les questions de l'artisanat, de la maison et du travail avec le tissu prend des connotations explicitement politiques.

### Sculpture
Alice Adams appelle ses œuvres en trois dimensions, des structures, faisant peut-être un lien entre son travail passé de tissage et celui, futur, sur des formes auto-portantes ou parce qu'elle s'investit dans l'intégrité structurelle de ses œuvres. En effet, elle veut que ses œuvres reflètent leur structure, leur processus de création.
En 1963, Adams a commencé à utiliser de la corde goudronnée, du grillage en chaîne et du câble en acier dans des sculptures avant que d'autres artistes ne le fassent. Elle a découvert diverses techniques de nœuds des boucles utilisées dans les nœuds de marin et des techniques pour recouvrir les garde-corps de navire, mais elle en agrandi l'échelle et les matériaux utilisés traditionnellement.
En 1966, Lucy Lippard inclut trois exemples de ce travail dans Eccentric Abstraction (Abstraction excentrique), l'exposition qu'elle a préparée à la Fischbach Gallery à New York City. La sculpture présentée dans cette exposition va à l'encontre des structures primaires de Robert Morris et Sol LeWitt, suggérant des approches plus intuitives et idiosyncratiques. L'exposition rassemble également des oeuvres de Louise Bourgeois, Bruce Nauman, Eva Hesse, Franck Viner, Donald Potts et Gary Kuehn, dont la plupart sont montrées  à New York pour la première fois.
Pour Lippard, ces artistes sont unis par la gamme surprenante de matériaux qu’ils emploient, ainsi que par un engagement commun à repenser radicalement la sculpture. Parallèlement à l'utilisation par Alice Adams du fil téléphonique, de clôtures en aluminium, de la corde et de la ficelle, les autres artistes de l'exposition ont introduit des matériaux tout aussi excentriques dans leurs répertoires sculpturaux, allant de la fibre de verre, du contreplaqué et du latex au plastique, au plâtre et à la fourrure.
Les sculptures d'Alice Adams, après 1968, montrent de plus en plus son intérêt pour les structures architecturales.  Elle trouve les matériaux dans son environnement immédiat : matériaux de construction familiers comme lattes de bois,  plâtre et treillis métallique,  mousse expansive et poutres ...  Elle voit sa pratique comme un moyen d'attirer les gens dans des espaces qui leur sont familiers au départ, mais qui, ensuite, leur semblent nouveaux. Les pièces architecturales d'Alice Adams servent à la fois à articuler et à désarticuler les espaces qu'ils habitent.
Sa série de Corners (Coins), créée en 1967-1968, sculptures étirées comprenant un simple angle droit, moulées en résine de polyester mélangée à de la peinture blanche, fait référence aux coins des pièces. Alice Adams y incorpore des pièces d'angle en métal, du fil métallique utilisés dans la construction des murs. Les pièces de cette série sont rigides, appuyées en diagonale contre le mur, laissant la jonction du mur et du sol vide. D'autres artistes appuyaient des œuvres contre le mur à la fin des années 60, par exemple Accretion d'Eva Hesse (1968) ou des œuvres de Richard Serra. Ce mode d'affichage informel et non artistique a attiré l'attention sur le support architectural du mur et du sol et, dans le cas d'Alice Adams, relie ses objets au contexte architectural. Plus tard, elle crée une autre série de « coins » en utilisant du Silastic, un caoutchouc de silicone, souples, souvent montés sur un coin de pièce existant, doublant ce coin et faisant partie de l'environnement.  
Avec un changement d'atelier, le travail d'Alice Adams prend de l'ampleur et elle acquiert une nouvelle visibilité dans le monde de l'art en s'intégrant davantage aux artistes travaillant dans le minimalisme et le post-minimalisme. Elle crée de grandes structures au début des années 1970 que Lippard appelle « sculpture architecturale ». 
En 1970, Alice Adams cofonde l'influente galerie coopérative 55 Mercer. C'est un espace brut où elle peut clouer des matériaux directement dans le sol ou le mur, permettant à son travail d'interagir plus pleinement avec l'architecture.
Désormais, son travail ne fait plus qu'un avec le mur et le cadre architectural, le mur lui-même était le support. Mercer Wall (1970) trouble la perception du spectateur cherchant à distinguer la peinture blanche, le plâtre et le latex semi-transparent. Elle considère que con travail n'est pas une installation mais « une œuvre qui a créé un environnement ou un lieu ».
Après avoir effectué son premier travail en extérieur en 1977 en utilisant des techniques traditionnelles de charpente de grange, elle  travaille avec de grandes dalles de bois de construction et des arches en bois lamellé pour réaliser des sculptures qui, bien que n'étant pas précisément des pièces d'architecture, suggèrent des structures plus grandes. « Les pièces d'Adams font toujours allusion à quelque chose de plus grand. Les portes réfèrent à un monde plus large, et les souvenirs personnels se transforment en souvenirs collectifs des lieux construits ». Cette sculpture liée à l'architecture est exposée en 1979 et 1981 à la Hal Bromm Gallery de New York, et en 1984, fait partie de An International survey of Painting and Sculpture au Museum of Modern Art, New York.

### Terrassement et sculptures in situ
Plusieurs des sculptures in situ d'Alice Adams des années 1970 utilisent du matériel lourd de terrassement. Shorings (1978) à l'Artpark, Lewiston, New York ; Mound for Viewing Slope and Sky(1981) à l'Université de Princeton, Vertical Up for OOIC (1983) à Omaha, Nebraska, dépendent de la forme, du poids et de l'emplacement de la terre. Dans d'autres travaux comme Leveling (1977) et Three Structures on a Slope (1978), la structure mesure l'élévation du sol sur lequel elle se trouve et les références antérieures à l'architecture se transforment en véritables exercices architecturaux.
Adam's House (1977) et Lost House (1979) de cette époque utilisent la structure et la vision de la maison comme des conteneurs de mémoire collective et individuelle.
L'exposition Decoys, Complexes and Triggers: Feminism and Land Art in the 1970s en 2008 au Sculpture Center de New York présente des oeuvres d'artistes femmes des années 1970 : Alice Adams, Mary Miss, Nancy Holt, Jackie Ferrara, Alice Aycock, Agnes Denes, Michelle Stuart, Suzanne Harris et Lynda Benglis.

### Art public
Les sculptures in situ d'Alice Adams des années 1970 dans des lieux tels que l'Artpark et le musée d'art du comté de Naussau ont été faites sur commande et financées, mais sont le plus souvent temporaires. Sa première commande publique permanente, Small Park with Arches, est fabriquée dans son atelier et installée au jardin botanique de Toledo en 1984. La structure, faite de bois et de pierre, est un mémorial de l'architecte de Tolède J. Noble Richards. Ce travail utilise le vocabulaire des poutres en bois et des arcs laminés, et poursuit une direction caractéristique de ses travaux antérieurs, la création de lieux à habiter.
Ce projet est le premier de nombreuses commandes et est suivi en 1985 par le travail d'Alice Adams en tant que membre d'une équipe de conception sur le Downtown Seattle Transit Project, un projet qui a duré cinq ans et sera une transition vers le travail dans le domaine public.
Au cours des années suivantes, elle introduit souvent de nouveaux matériaux et formes dans ses projets. Créé en collaboration avec des constructeurs de bateaux, The River (1992), conçu pour la salle commune de l'hôpital Riverview pour enfants et jeunes Middletown, Connecticut, s'appuie sur le paysage extérieur de l'hôpital pour relier les éléments de l'installation. Ces composants, dans des matériaux riches comme l'acajou et l'érable ou le cerisier, comprennent un banc en forme de cadre de bateau, une plate-forme en forme de quai en escalier et un canot d'écorce de bouleau inversé, suspendu mystérieusement au-dessus. Le pont, qui a la silhouette d'un arc de bateau assemblé dans le bois, offre un endroit pour se tenir debout ou assis et définit une zone séparée dans la pièce. Alice Adams a réussi là une installation qui humanise l'environnement clinique austère pour les visiteurs et les enfants qui y sont confinés.
Pour African Garden, une cour d'école à East New York, Brooklyn, elle combine des bases en fonte et des sièges en bois lamellé dans des tabourets et des bancs inspirés du mobilier africain.
Glider Park, commande de l'autorité portuaire de New York et du New Jersey comprend des sièges suspendus sous des pavillons en acier conçus pour intégrer la croissance des arbres sur le site.
Une fois de plus, Adams a choisi des matériaux riches : acajou, érable et cerisier au fini brillant.
Par la suite, des structures en béton préfabriqué et coulé sur place commencent à apparaître ainsi que des structures coulées, gravées et fabriquées, en acier, en bronze et en aluminium et, très souvent, l'eau et les matériaux végétaux jouent un rôle majeur.
Deux grands lieux de rencontre en plein air sur des campus universitaires, The Roundabout au centre-ville de Philadelphie, et Scroll Circle à l' Université du Delaware, créent des points d'attraction majeurs. Chacun comprend des murs d'eau, des pavés en brique ou en granit, des sièges, en pierre bleue, des plantations et de l' éclairage. À l'Université du Texas à San Antonio, une fontaine conique en granit austère forme le centre de la rotonde Healer's Spring. Dans le Wall of the tides, l'eau coule sur une mosaïque tandis que des sphères traversant une arche en acier inoxydable reflètent à la fois l'eau en mouvement et les nuages qui passent.
Deux de ses œuvres majeures sont installées dans des halls d'aéroport. Des arches en aluminium géantes remplies d'argon multicolore se penchent l'une vers l'autre dans Beaded Circle Crossing pour enjamber un trottoir roulant à l'aéroport international de Denver. Un cadre de bateau en aluminium se trouve sur l'une des trois grandes plates-formes de jardinières en pierre calcaire et en verre épais de Stone and Glass Gardens sur deux niveaux de l'aéroport international de Fort Lauderdale-Hollywood.

### Travail en collaboration
Les projets personnels de Alice Adams sont entrecoupés de travaux en collaboration avec d'autres artistes.
L'apprentissage du processus architectural à partir du concept, du développement de la conception et des documents de construction a éclairé et souvent guidé sa pratique.
La première assignation d'Alice Adams dans une équipe date de 1985. Elle travaille pendant cinq ans avec des artistes et des architectes pour concevoir les stations du Downtown Seattle Transit Tunnel. L'expérience du travail avec de nombreux corps de métiers et matériaux et la confrontation aux étapes complexes de la documentation pour les grands projets d'infrastructure la persuadent que la collaboration peut conduire à une expansion de la vision artistique, multipliant les façons dont un artiste peut intervenir sur de grands programmes d' infrastructure publique.
Par la suite, elle a participé à la conception du MetroLink de Saint-Louis, Missouri (1988–1990), à la gare ferroviaire de Ronkonkoma, New York Long Island (1994–1995) et à l'Université d'État de Montclair à Little Falls Station du New Jersey Transit System (2004). Elle est consultante auprès de Jack Mackie et Andrew Darke pour le réseau de métro léger de Birmingham, en Angleterre, Midland Metro (1992).
Avec Marek Ranisn elle rédige le plan directeur artistique et participe à l'aménagement paysager et d'infrastructure du système de transport en commun de Charlotte (NC), Area Transit System, (2002-2006).
La sculpture publique d'Alice Adams à travers les États-Unis depuis 1986 a fait l'objet d'une exposition, sous forme de maquettes et de  documentation photographique dans une rétrospective à la Lehman College Gallery en 2000.

## Œuvres (sélection)
- The Roundabout, 1992[18]
- African Garden, 1994[19]
- Beaded Circle Crossing, 1994[20]
- Stone and Glass Gardens, 2003[21]